# Aeroporto di Ragusa-Čilipi
L'aeroporto di Ragusa, in croato Zračna luka Dubrovnik, è un aeroporto civile che serve la città di Ragusa nella Regione raguseo-narentana in Croazia. Posto a 15,5 km a sud della città, è il principale scalo della regione ed è interessato da un alto volume di voli charter durante la stagione estiva. L'aeroporto ha una pista da 3.300 m, nel 2014 ha visto transitare 1.584.471 passeggeri, mentre nel 2023 ha superato i 2 milioni di passeggeri.

## Storia

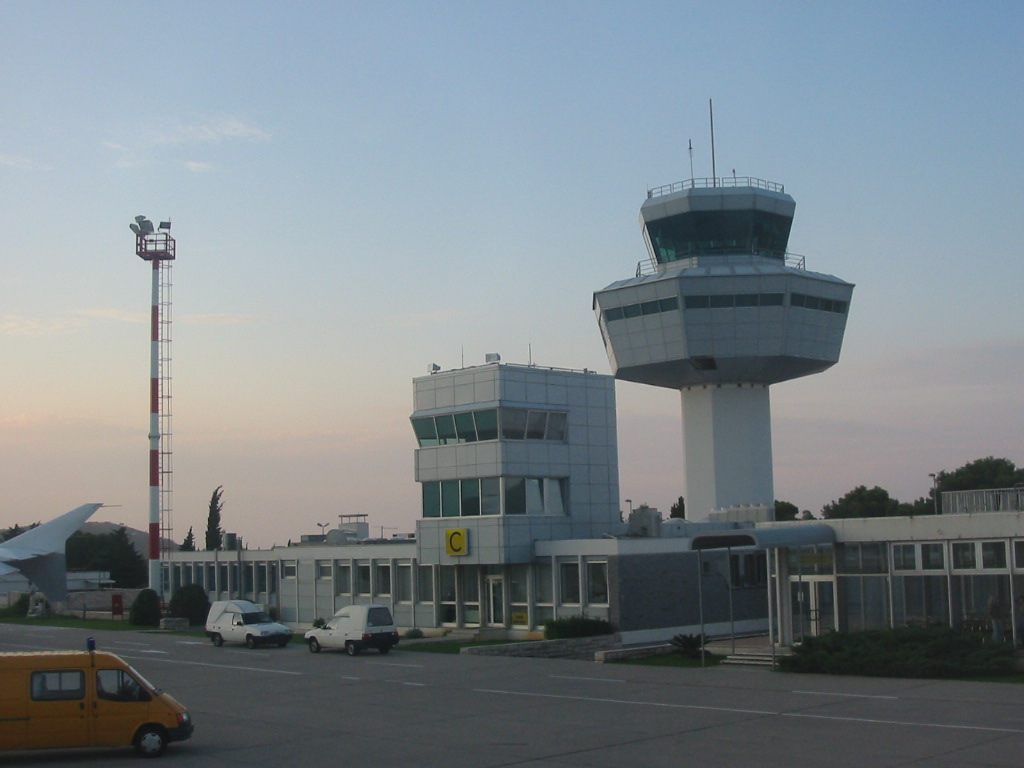
Torre di DBV.

Inizialmente chiamato aeroporto di Gruda per la sua vicinanza al paese di Gruda, il primo collegamento commerciale venne operato il 30 giugno 1936 dalla compagnia Aeroput con l'inaugurazione della linea estiva per Belgrado (via Sarajevo) e seguito dalla linea per Zagabria aperta nell'estate del 1937. Durante gli anni della Repubblica Socialista Federale di Jugoslavia l'aeroporto mantenne un traffico costante fino ad arrivare a vedere transitare 1.460.354 passeggeri nel 1987. Con l'inizio delle guerre jugoslave degli anni 1991-1995 il traffico passeggeri arrivò al minimo storico nel 1992 con sole 1.162 persone transitate dallo scalo. La vecchia aerostazione costruita nel 1962 è stata demolita subito dopo l'apertura del nuovo terminal da 13.700 m² capace di gestire 2 milioni di passeggeri l'anno ed inaugurato nel maggio del 2010.
Nel 2023 l'aeroporto è stato rinominato in onore dell'astronomo e scienziato Ruggero Giuseppe Boscovich (Ruđer Josip Bošković, 1711-1787).

## Statistiche
Questo grafico non è disponibile a causa di un problema tecnico.
Si prega di non rimuoverlo.
Vedi la query Wikidata di origine.